# Szaturnusz-díj a legjobb televíziós műsornak
Az alábbi lista a legjobb televíziós műsor filmes kategóriában Szaturnusz-díjra jelölt televíziós műsorokat sorolja fel évek szerinti bontásban.
A díjat 1995-től, a 21. díjátadó ünnepség óta évente adja át az Academy of Science Fiction, Fantasy & Horror Films szervezet, megjutalmazva a legjobb televíziós sorozatokat, minisorozatokat és tévéfilmeket.
Két alkalommal csupán a Breaking Bad – Totál szívás, a Ki vagy, doki? és a The Walking Dead nyerte el a díjat.
A 47. díjátadón a Legjobb televíziós limitált sorozat (streaming) néven volt díjazva.

## Győztesek és jelöltek
Győztes műsor
(MEGJEGYZÉS: Az Év oszlop az adott műsor bemutatására vagy az értékeléséül szolgáló évre utal, a tényleges díjátadó ceremóniát a következő évben rendezték meg.)

### 1990-es évek
| Év                  | Magyar cím                                    | Eredeti cím                                    |
| ------------------- | --------------------------------------------- | ---------------------------------------------- |
| 1994 (21. díjátadó) | Földönkívüli zsaru: Sötét horizont            | Alien Nation: Dark Horizon                     |
| 1994 (21. díjátadó) | A Harmadik Birodalom                          | Fatherland                                     |
| 1994 (21. díjátadó) | Herkules és a tűzkarika                       | Hercules and the Circle of Fire                |
| 1994 (21. díjátadó) | Roswell                                       | Roswell                                        |
| 1994 (21. díjátadó) | Stephen King: Végítélet                       | The Stand                                      |
| 1994 (21. díjátadó) | –                                             | TekWar: TekLords                               |
| 1994 (21. díjátadó) | –                                             | Witch Hunt                                     |
| 1995 (22. díjátadó) | Földönkívüli zsaru: Ezredforduló              | Alien Nation: Millennium                       |
| 1995 (22. díjátadó) | –                                             | Alien Autopsy: Fact or Fiction                 |
| 1995 (22. díjátadó) | –                                             | Attack of the Killer B-Movies                  |
| 1995 (22. díjátadó) | Libabőr                                       | Goosebumps (The Haunted Mask című különkiadás) |
| 1995 (22. díjátadó) | –                                             | The Invaders                                   |
| 1995 (22. díjátadó) | Stephen King: Langolierek – Az idő fogságában | The Langoliers                                 |
| 1996 (23. díjátadó) | Ki vagy, doki?                                | Doctor Who                                     |
| 1996 (23. díjátadó) | Idegenek: Belső ellenség                      | Alien Nation: The Enemy Within                 |
| 1996 (23. díjátadó) | A szörny                                      | The Beast                                      |
| 1996 (23. díjátadó) | –                                             | The Canterville Ghost                          |
| 1996 (23. díjátadó) | Gulliver utazásai                             | Gulliver′s Travels                             |
| 1996 (23. díjátadó) | Lottó                                         | The Lottery                                    |
| 1997 (24. díjátadó) | Ragyogás                                      | The Shining                                    |
| 1997 (24. díjátadó) | Hamupipőke                                    | Cinderella                                     |
| 1997 (24. díjátadó) | Frankenstein háza                             | House of Frankenstein                          |
| 1997 (24. díjátadó) | Invázió                                       | Invasion                                       |
| 1997 (24. díjátadó) | Az időcsavar                                  | Retroactive                                    |
| 1997 (24. díjátadó) | Hófehérke – A terror meséje                   | Snow White: A Tale of Terror                   |
| 1998 (25. díjátadó) | nem osztották ki a díjat                      | nem osztották ki a díjat                       |
| 1999 (26. díjátadó) | Az évszázad vihara                            | Storm of the Century                           |
| 1999 (26. díjátadó) | Állatfarm                                     | Animal Farm                                    |
| 1999 (26. díjátadó) | Karácsonyi ének                               | A Christmas Carol                              |
| 1999 (26. díjátadó) | Utazás a Föld középpontja felé                | Journey to the Center of the Earth             |
| 1999 (26. díjátadó) | A koboldok varázslatos legendája              | The Magical Legend of the Leprechauns          |
| 1999 (26. díjátadó) | Veszélylesők                                  | Thrill Seekers (The Time Shifters)             |

### 2000-es évek
| Év                  | Magyar cím                                                                 | Eredeti cím                                                |
| ------------------- | -------------------------------------------------------------------------- | ---------------------------------------------------------- |
| 2000 (27. díjátadó) | Bombabiztos                                                                | Fail Safe                                                  |
| 2000 (27. díjátadó) | Dűne                                                                       | Frank Herbert's Dune                                       |
| 2000 (27. díjátadó) | Az aranygyapjú legendája                                                   | Jason and the Argonauts                                    |
| 2000 (27. díjátadó) | Ki a Télapó?                                                               | Santa Who?                                                 |
| 2000 (27. díjátadó) | Az egyetlen túlélő                                                         | Sole Survivor                                              |
| 2000 (27. díjátadó) | Boszorkánypenge                                                            | Witchblade                                                 |
| 2001 (28. díjátadó) | Az égig érő paszuly legendája                                              | Jack and the Beanstalk: The Real Story                     |
| 2001 (28. díjátadó) | Embertelen pók                                                             | Earth vs. the Spider                                       |
| 2001 (28. díjátadó) | A tengeri szörny                                                           | Mermaid Chronicles Part 1: She Creature                    |
| 2001 (28. díjátadó) | Artúr király és a nők                                                      | The Mists of Avalon                                        |
| 2001 (28. díjátadó) | A sárkány éve                                                              | The Monkey King (The Lost Empire)                          |
| 2001 (28. díjátadó) | Horrortár – A jövő ősembere                                                | Teenage Caveman                                            |
| 2002 (29. díjátadó) | Harmadik típusú emberrablások                                              | Taken                                                      |
| 2002 (29. díjátadó) | Stephen King: Carrie                                                       | Carrie                                                     |
| 2002 (29. díjátadó) | Dinotópia                                                                  | Dinotopia                                                  |
| 2002 (29. díjátadó) | Álomvilág                                                                  | Lathe of Heaven                                            |
| 2002 (29. díjátadó) | A rózsa vére                                                               | Rose Red                                                   |
| 2002 (29. díjátadó) | A Hókirálynő                                                               | Snow Queen                                                 |
| 2003 (30. díjátadó) | Csillagközi romboló                                                        | Battlestar Galactica                                       |
| 2003 (30. díjátadó) | Frank Herbert: A Dűne gyermekei                                            | Frank Herbert's Children of Dune                           |
| 2003 (30. díjátadó) | Ellen Rimbauer naplója                                                     | The Diary of Ellen Rimbauer                                |
| 2003 (30. díjátadó) | Álomőrzők                                                                  | Dreamkeeper                                                |
| 2003 (30. díjátadó) | Égi pokol                                                                  | Riverworld                                                 |
| 2003 (30. díjátadó) | Csillagok háborúja: Klónok háborúja                                        | Star Wars: Clone Wars                                      |
| 2004 (31. díjátadó) | Csillagközi szökevények: Harc a békéért                                    | Farscape: The Peacekeeper Wars                             |
| 2004 (31. díjátadó) | 5 nap az élet                                                              | 5ive Days to Midnight                                      |
| 2004 (31. díjátadó) | A gyűrű titka                                                              | The Dead Will Tell                                         |
| 2004 (31. díjátadó) | Földtenger kalandorai                                                      | Earthsea                                                   |
| 2004 (31. díjátadó) | Titkok könyvtára – A Szent Lándzsa küldetés                                | The Librarian: Quest for the Spear                         |
| 2004 (31. díjátadó) | Borzalmak városa                                                           | Salem's Lot                                                |
| 2005 (32. díjátadó) | A horror mesterei                                                          | Masters of Horror                                          |
| 2005 (32. díjátadó) | A Bermuda-háromszög rejtélye                                               | The Triangle                                               |
| 2005 (32. díjátadó) | Szupervihar 2: Ha eljön a világvége                                        | Category 7: The End of the World                           |
| 2005 (32. díjátadó) | –                                                                          | Into the West                                              |
| 2005 (32. díjátadó) | A rejtelmes sziget                                                         | Mysterious Island                                          |
| 2005 (32. díjátadó) | Jelenések                                                                  | Revelations                                                |
| 2006 (33. díjátadó) | Titkok könyvtára 2. – A visszatérés Salamon kincséhez                      | The Librarian: Return to King Solomon's Mines              |
| 2006 (33. díjátadó) | 10.5 – Apokalipszis                                                        | 10.5: Apocalypse                                           |
| 2006 (33. díjátadó) | Élet a Marson                                                              | Life on Mars                                               |
| 2006 (33. díjátadó) | Az elveszett szoba                                                         | The Lost Room                                              |
| 2006 (33. díjátadó) | A horror mesterei                                                          | Masters of Horror                                          |
| 2006 (33. díjátadó) | –                                                                          | Nightmares & Dreamscapes: From the Stories of Stephen King |
| 2007 (34. díjátadó) | Family Guy (Csillagok Háborúja 4. rész, avagy Family Guy Wars című epizód) | Family Guy (Blue Harvest)                                  |
| 2007 (34. díjátadó) | Csillagközi romboló: Penge                                                 | Battlestar Galactica: Razor                                |
| 2007 (34. díjátadó) | A Cég – A CIA regénye                                                      | The Company                                                |
| 2007 (34. díjátadó) | –                                                                          | Fallen                                                     |
| 2007 (34. díjátadó) | A Sci-Fi Mesterei                                                          | Masters of Science Fiction                                 |
| 2007 (34. díjátadó) | Shrekből az angyal                                                         | Shrek the Halls                                            |
| 2007 (34. díjátadó) | A Bádogember                                                               | Tin Man                                                    |
| 2008 (35. díjátadó) | A titkok könyvtára 3. – A Júdás-kehely átka                                | The Librarian: Curse of the Judas Chalice                  |
| 2008 (35. díjátadó) | 24 – A szabadulás                                                          | 24: Redemption                                             |
| 2008 (35. díjátadó) | Az Androméda-törzs                                                         | The Andromeda Strain                                       |
| 2008 (35. díjátadó) | Breaking Bad – Totál szívás                                                | Breaking Bad                                               |
| 2008 (35. díjátadó) | Jericho                                                                    | Jericho                                                    |
| 2008 (35. díjátadó) | Az utolsó templomos lovag                                                  | The Last Templar                                           |
| 2009 (36. díjátadó) | Torchwood: Children of Earth                                               | Torchwood: Children of Earth                               |
| 2009 (36. díjátadó) | Alice                                                                      | Alice                                                      |
| 2009 (36. díjátadó) | Ki vagy, doki?                                                             | Doctor Who (The End of Time című epizód)                   |
| 2009 (36. díjátadó) | –                                                                          | The Prisoner                                               |
| 2009 (36. díjátadó) | Tudorok                                                                    | The Tudors                                                 |
| 2009 (36. díjátadó) | V, mint veszélyes                                                          | V                                                          |

### 2010-es évek
| Év                       | Magyar cím                                                | Eredeti cím                                |
| ------------------------ | --------------------------------------------------------- | ------------------------------------------ |
| 2010 (37. díjátadó)      | The Walking Dead                                          | The Walking Dead                           |
| 2010 (37. díjátadó)      | Ki vagy, doki? (Karácsonyi ének című epizód)              | Doctor Who (A Christmas Carol)             |
| 2010 (37. díjátadó)      | Kung Fu Panda ünnepe                                      | Kung Fu Panda Holiday                      |
| 2010 (37. díjátadó)      | A katedrális                                              | The Pillars of the Earth                   |
| 2010 (37. díjátadó)      | Sherlock                                                  | Sherlock                                   |
| 2010 (37. díjátadó)      | Spartacus: Az aréna istenei                               | Spartacus: Gods of the Arena               |
| 2011 (38. díjátadó)      | The Walking Dead                                          | The Walking Dead                           |
| 2011 (38. díjátadó)      | Camelot                                                   | Camelot                                    |
| 2011 (38. díjátadó)      | Éghasadás                                                 | Falling Skies                              |
| 2011 (38. díjátadó)      | Trónok harca                                              | Game of Thrones                            |
| 2011 (38. díjátadó)      | Gyilkosság                                                | The Killing                                |
| 2011 (38. díjátadó)      | Torchwood: Miracle Day                                    | Torchwood: Miracle Day                     |
| 2011 (38. díjátadó)      | A Star Trek bűvöletében                                   | Trek Nation                                |
| 2012 (39. díjátadó)      | Breaking Bad – Totál szívás                               | Breaking Bad                               |
| 2012 (39. díjátadó)      | Continuum                                                 | Continuum                                  |
| 2012 (39. díjátadó)      | Éghasadás                                                 | Falling Skies                              |
| 2012 (39. díjátadó)      | Trónok harca                                              | Game of Thrones                            |
| 2012 (39. díjátadó)      | –                                                         | Mockingbird Lane                           |
| 2012 (39. díjátadó)      | Spartacus: Elátkozottak háborúja                          | Spartacus: War of the Damned               |
| 2012 (39. díjátadó)      | Az idők végezetéig                                        | World Without End                          |
| 2013 (40. díjátadó)      | Breaking Bad – Totál szívás                               | Breaking Bad                               |
| 2013 (40. díjátadó)      | Bates Motel – Psycho a kezdetektől                        | Bates Motel                                |
| 2013 (40. díjátadó)      | Fekete vitorlák                                           | Black Sails                                |
| 2013 (40. díjátadó)      | Éghasadás                                                 | Falling Skies                              |
| 2013 (40. díjátadó)      | Trónok harca                                              | Game of Thrones                            |
| 2013 (40. díjátadó)      | Vikingek                                                  | Vikings                                    |
| 2014 (41. díjátadó)      | Trónok harca                                              | Game of Thrones                            |
| 2014 (41. díjátadó)      | Bates Motel – Psycho a kezdetektől                        | Bates Motel                                |
| 2014 (41. díjátadó)      | Alkonyattól pirkadatig                                    | From Dusk till Dawn: The Series            |
| 2014 (41. díjátadó)      | Az utolsó remény                                          | The Last Ship                              |
| 2014 (41. díjátadó)      | A titkok könyvtára                                        | The Librarians                             |
| 2014 (41. díjátadó)      | Outlander – Az idegen                                     | Outlander                                  |
| 2015 (42. díjátadó)      | Ki vagy, doki? (River Song férjei című epizód)            | Doctor Who (The Husbands of River Song)    |
| 2015 (42. díjátadó)      | –                                                         | The Cannibal in the Jungle                 |
| 2015 (42. díjátadó)      | A gyermekkor vége                                         | Childhood's End                            |
| 2015 (42. díjátadó)      | –                                                         | Jim Henson's Turkey Hollow                 |
| 2015 (42. díjátadó)      | Sharknado 3. – A végső harapás                            | Sharknado 3: Oh Hell No!                   |
| 2015 (42. díjátadó)      | –                                                         | The Wiz Live!                              |
| 2016 (43. díjátadó)      | 11.22.63                                                  | 11.22.63                                   |
| 2016 (43. díjátadó)      | –                                                         | Channel Zero                               |
| 2016 (43. díjátadó)      | Ki vagy, doki? (Doktor Mysterio visszatérése című epizód) | Doctor Who (The Return of Doctor Mysterio) |
| 2016 (43. díjátadó)      | Mars – Utunk a vörös bolygóra                             | Mars                                       |
| 2016 (43. díjátadó)      | Éjszakai szolgálat                                        | The Night Manager                          |
| 2016 (43. díjátadó)      | –                                                         | Rats                                       |
| 2017 (44. díjátadó)      | Twin Peaks                                                | Twin Peaks: The Return                     |
| 2017 (44. díjátadó)      | Channel Zero                                              |                                            |
| 2017 (44. díjátadó)      | Utódok 2.                                                 | Descendants 2                              |
| 2017 (44. díjátadó)      | Ki vagy, doki? (Twice Upon a Time című epizód)            | Doctor Who: Twice Upon a Time              |
| 2017 (44. díjátadó)      | Mystery Science Theater 3000: The Return                  |                                            |
| 2017 (44. díjátadó)      | Okja                                                      |                                            |
| 2017 (44. díjátadó)      | A tettes                                                  | The Sinner                                 |
| 2018/2019 (45. díjátadó) | nem osztották ki a díjat                                  | nem osztották ki a díjat                   |
| 2019/2020 (46. díjátadó) | A Mandalóri                                               | The Mandalorian                            |
| 2019/2020 (46. díjátadó) | Elképesztő történetek                                     | Amazing stories                            |
| 2019/2020 (46. díjátadó) | Drakula                                                   | Dracula                                    |
| 2019/2020 (46. díjátadó) | A Bly-udvarház szelleme                                   | The Haunting of Bly Manor                  |
| 2019/2020 (46. díjátadó) | Az Úr sötét anyagai                                       | His Dark Materials                         |
| 2019/2020 (46. díjátadó) | Perry Mason                                               | Perry Mason                                |

### 2020-as évek
| Év                       | Magyar cím                          | Eredeti cím                                 | Adó        |
| ------------------------ | ----------------------------------- | ------------------------------------------- | ---------- |
| 2021/2022 (50. díjátadó) | Obi-Wan Kenobi                      | Obi-Wan Kenobi                              | Disney+    |
| 2021/2022 (50. díjátadó) | Boba Fett könyve                    | The Book of Boba Fett                       | Disney+    |
| 2021/2022 (50. díjátadó) | Sólyomszem                          | Hawkeye                                     | Disney+    |
| 2021/2022 (50. díjátadó) | Holdlovag                           | Moon Knight                                 | Disney+    |
| 2021/2022 (50. díjátadó) | Ms. Marvel                          | Ms. Marvel                                  | Disney+    |
| 2021/2022 (50. díjátadó) | Mise éjfélkor                       | Midnight Mass                               | Netflix    |
| 2022/2023 (51. díjátadó) | Éjjeli Vérfarkas                    | Werewolf by Night                           | Disney+    |
| 2022/2023 (51. díjátadó) | Fekete tükör                        | Black Mirror                                | Netflix    |
| 2022/2023 (51. díjátadó) | Guillermo del Toro: Rémségek tára   | Guillermo del Toro's Cabinet of Curiosities | Netflix    |
| 2022/2023 (51. díjátadó) | Hókusz pókusz 2.                    | Hocus Pocus 2                               | Disney+    |
| 2022/2023 (51. díjátadó) | Az éjféli klub                      | The Midnight Club                           | Netflix    |
| 2022/2023 (51. díjátadó) | Mrs. Davis                          | Mrs. Davis                                  | Peacock    |
| 2022/2023 (51. díjátadó) |                                     | The Munsters                                | Netflix    |
| 2023/2024 (52. díjátadó) | The Walking Dead: The Ones Who Live | The Walking Dead: The Ones Who Live         | AMC        |
| 2023/2024 (52. díjátadó) |                                     | Apartment 7A                                | Paramount+ |
| 2023/2024 (52. díjátadó) | Meg ne mozdulj                      | Don't Move                                  | Netflix    |
| 2023/2024 (52. díjátadó) | Az Usher-ház bukása                 | The Fall of thr House of Usher              | Netflix    |
| 2023/2024 (52. díjátadó) | Fargo                               | Fargo                                       | FX         |
| 2023/2024 (52. díjátadó) | Ripley                              | Ripley                                      | Netflix    |
| 2023/2024 (52. díjátadó) | Borzalmak városa                    | Salem's Lot                                 | HBO Max    |

## Fordítás
- Ez a szócikk részben vagy egészben  a   Saturn Award for Best Television Presentation című angol Wikipédia-szócikk fordításán alapul.  Az eredeti cikk szerkesztőit annak laptörténete sorolja fel. Ez a jelzés csupán a megfogalmazás eredetét és a szerzői jogokat jelzi, nem szolgál a cikkben szereplő információk forrásmegjelöléseként.